# Маспаррот
Маспарро́т (фр. Masparraute) — коммуна во Франции, находится в регионе Аквитания. Департамент — Атлантические Пиренеи. Входит в состав кантона Пеи-де-Бидаш, Амикюз и Остибар. Округ коммуны — Байонна.
Код INSEE коммуны — 64368.

## География

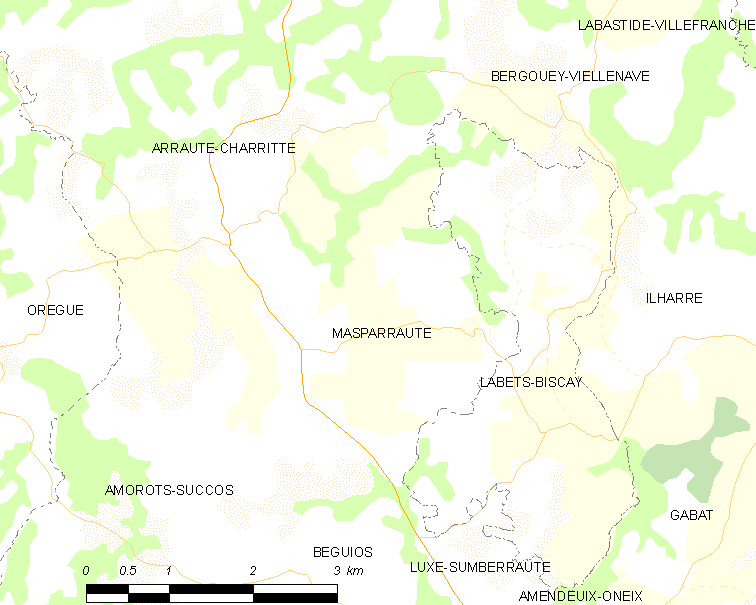
Карта коммуны

Коммуна расположена приблизительно в 670 км к юго-западу от Парижа, в 170 км южнее Бордо, в 60 км к западу от По.

### Климат
Климат тёплый океанический. Зима мягкая, средняя температура января — от +5°С до +13°С, температуры ниже −10 °C бывают редко. Снег выпадает около 15 дней в году с ноября по апрель. Максимальная температура летом порядка 20-30 °C, выше 35 °C бывает очень редко. Количество осадков высокое, порядка 1100 мм в год. Характерна безветренная погода, сильные ветры очень редки.

## Население
Население коммуны на 2010 год составляло 254 человека.
| 1962 | 1968 | 1975 | 1982 | 1990 | 1999 | 2010 |
| ---- | ---- | ---- | ---- | ---- | ---- | ---- |
| 346  | 292  | 268  | 265  | 230  | 211  | 254  |

## Администрация
| Период | Период | Фамилия            | Партия | Примечания |
| ------ | ------ | ------------------ | ------ | ---------- |
| 1995   | 2010   | Бернар Ларраманди  |        |            |
| 2010   | 2020   | Жан-Пьер Апесарена |        |            |

## Экономика
В 2010 году среди 135 человек трудоспособного возраста (15-64 лет) 101 были экономически активными, 34 — неактивными (показатель активности — 74,8 %, в 1999 году было 66,9 %). Из 101 активных жителей работали 93 человека (55 мужчин и 38 женщин), безработных было 8 (4 мужчины и 4 женщины). Среди 34 неактивных 7 человек были учениками или студентами, 15 — пенсионерами, 12 были неактивными по другим причинам.

## Достопримечательности
- Церковь Св. Стефана (XVIII век)[4]

## Фотогалерея

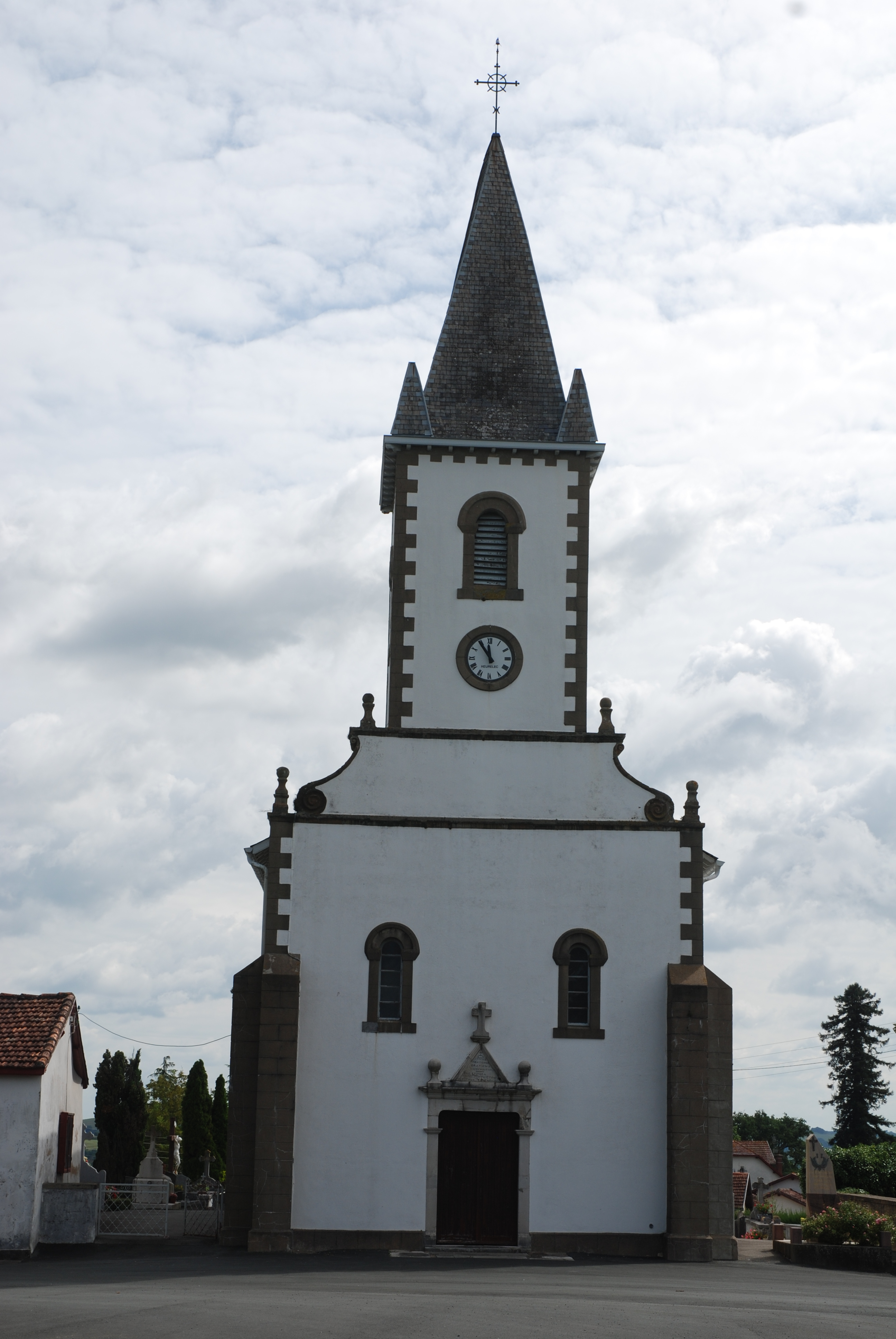
Церковь Св. Стефана
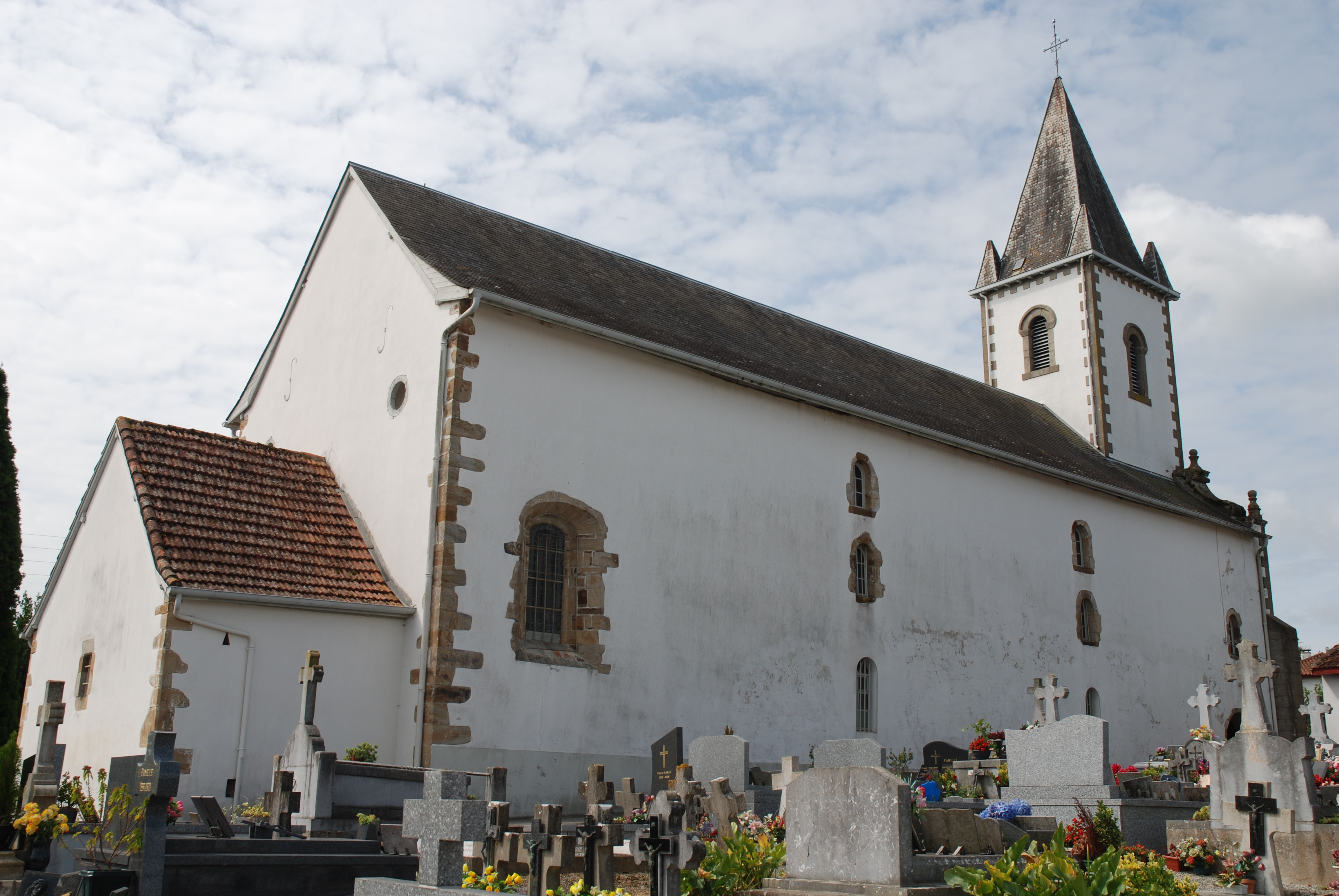
Церковь Св. Стефана
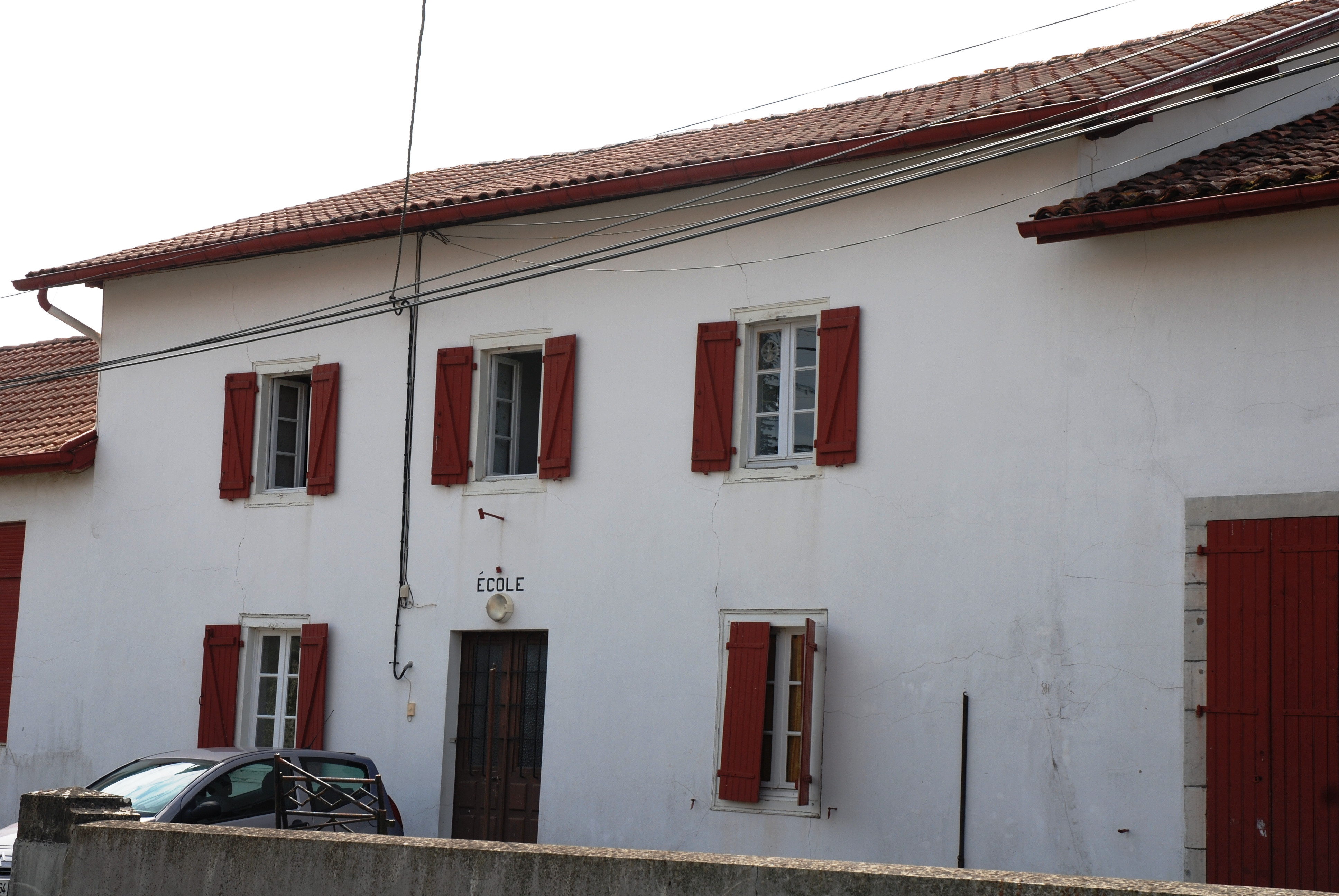
Школа
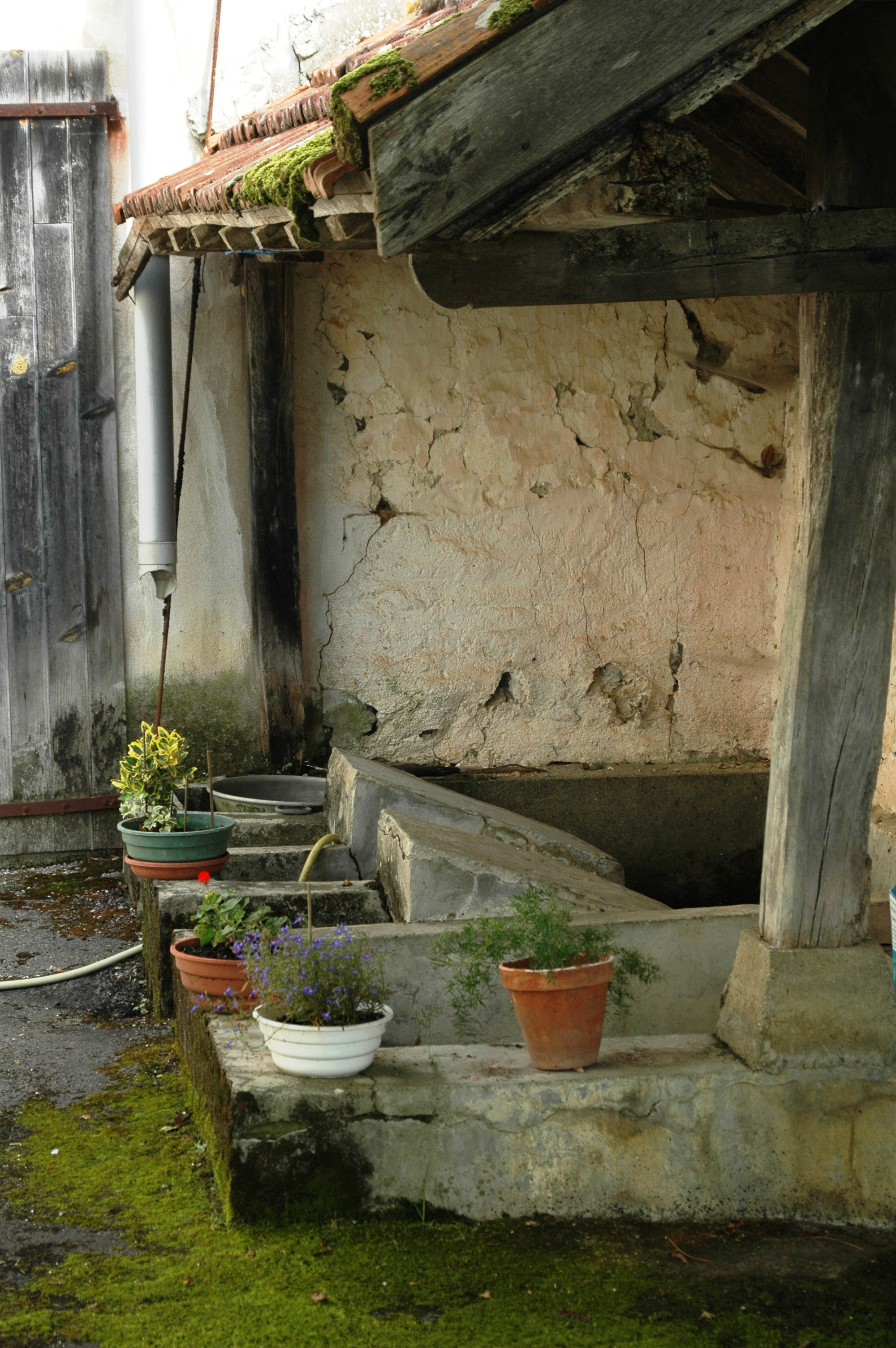
Общественная прачечная
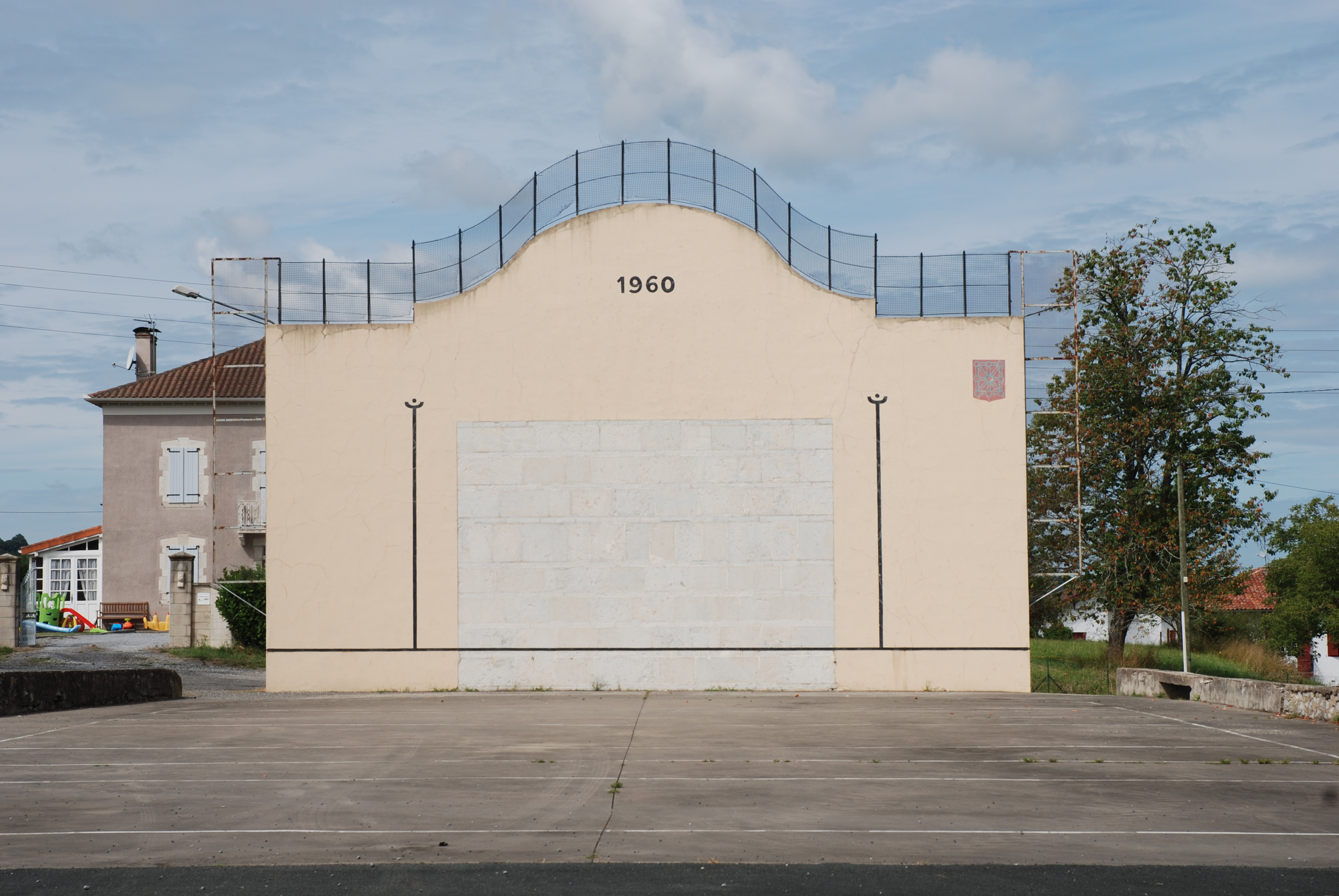
Фронтон (площадка для игры в пелоту)
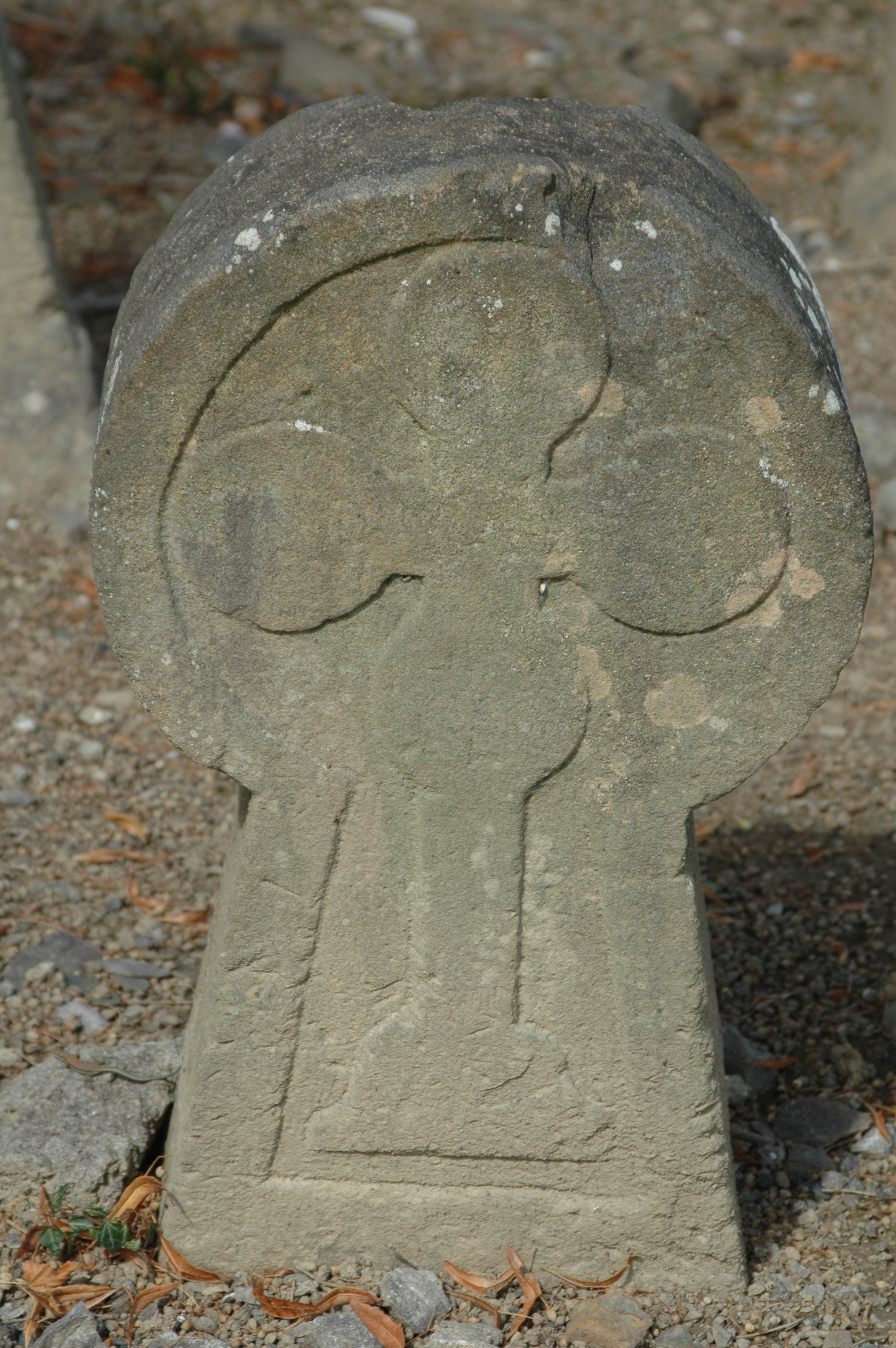
Баскская дискообразная стела
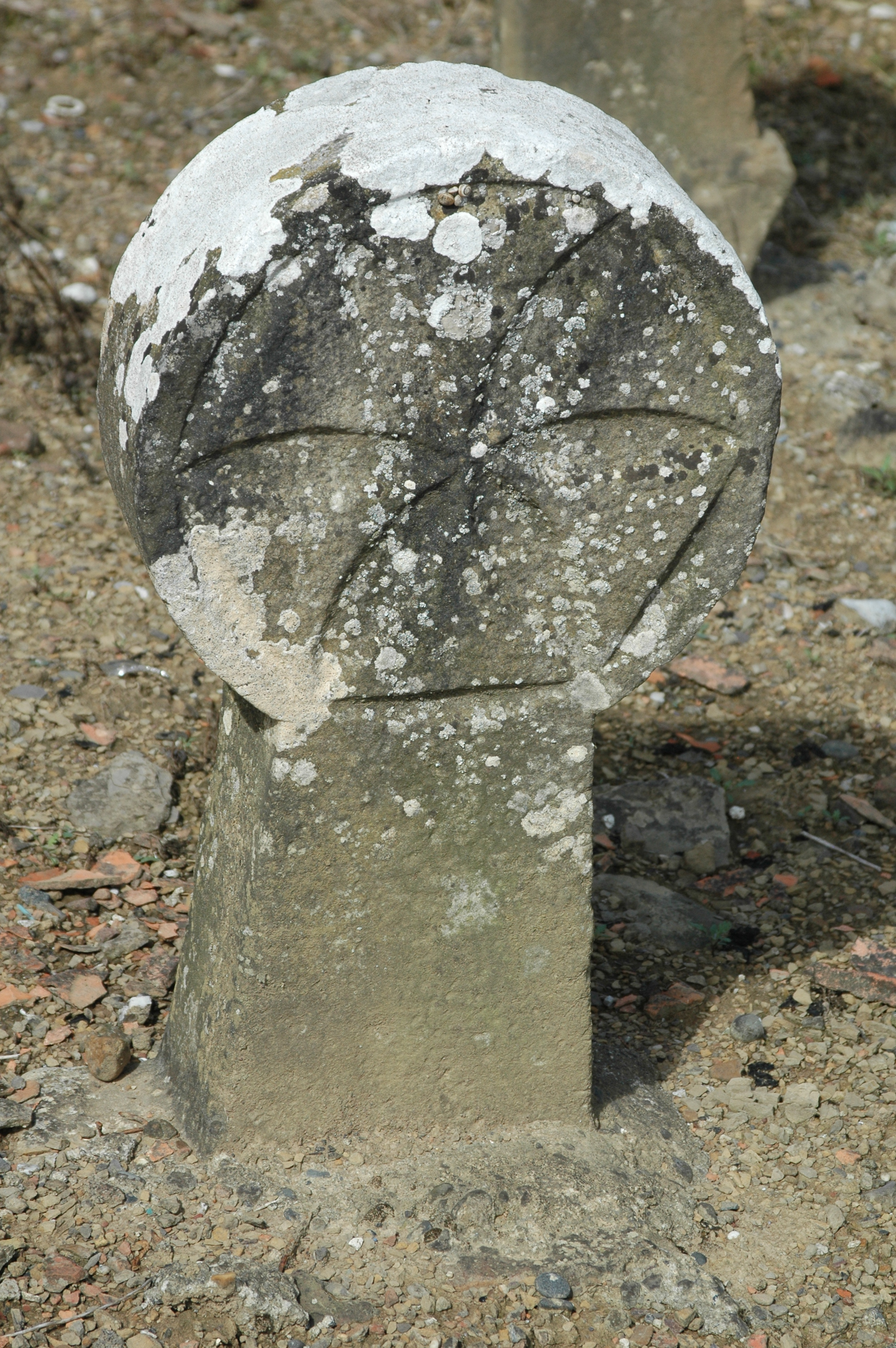
Баскская дискообразная стела
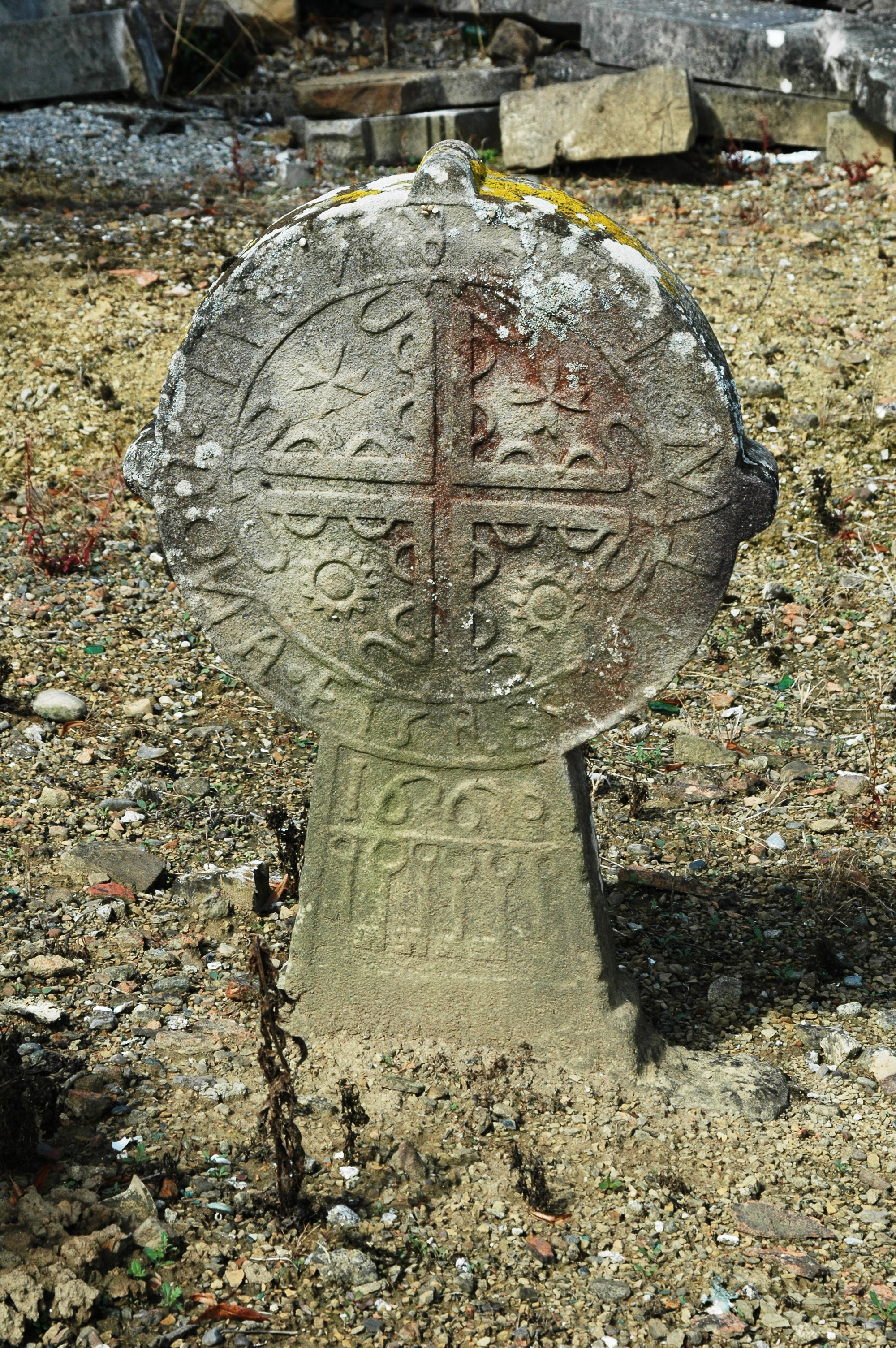
Баскская дискообразная стела